# David Mateos
David Mateos Ramajo (* 22. April 1987 in Madrid) ist ein spanischer Fußballspieler. Zumeist spielt er in der Innenverteidigung, gelegentlich auch im defensiven Mittelfeld.

## Karriere
David Mateos begann seine Laufbahn im Nachwuchs von Real Madrid, wo er mit Ausnahme eines Leihjahres bei DAV Santa Ana seine gesamte Juniorenzeit verbrachte. In der Saison 2005/06 gewann er mit Real Madrids A-Jugend die Copa de Campeones, die spanische U-19-Vereinsmeisterschaft. Im Sommer 2007 stieg er in die Zweitmannschaft des Klubs Real Madrid Castilla auf, mit der er drei Jahre lang in der Segunda División B spielte. Sein Debüt in der ersten Mannschaft der „Königlichen“ feierte Mateos am 23. November 2010 in der Champions-League-Gruppenphase gegen Ajax Amsterdam. Im Januar 2011 wurde Mateos bis Saisonende an den griechischen Erstligisten AEK Athen ausgeliehen. In dieser Saison bestritt und gewann er sowohl die Copa del Rey mit Real Madrid, als auch den griechischen Fußballpokal mit AEK Athen. In der Saison 2011/12 wurde Mateos an Real Saragossa ausgeliehen, für die Aragonier bestritt er 14 Liga- und ein Pokalspiel. Im Sommer 2012 kehrte er zu Real Madrid Castilla zurück.
Am 2. September 2013 unterschrieb Mateos für drei Jahre beim ungarischen Rekordmeister Ferencváros.

## Nationalmannschaft
Mit der U-17-Nationalmannschaft gewann Mateos 2005 den UEFA-CAF Meridian Cup.

## Erfolge
Real Madrid
- Spanische U-19-Meisterschaft 2005/06
- Spanischer Pokal: 2010/11

AEK Athen
- Griechischer Pokal: 2010/11

Nationalmannschaft
- UEFA-CAF Meridian Cup 2005